# Таватуйская волость
Тавату́йская во́лость — административно-территориальная единица во 2-м стане Екатеринбургского уезда Пермской губернии Российской империи и недолго Екатеринбургской губернии РСФСР. Волостной центр — деревня Таватуй (ныне посёлок).

## География
Таватуйская волость располагалась в северо-западной части Екатеринбургского уезда, между озёрами Исетским и Таватуем, в южной части нынешнего Невьянского района и западной части административно-территориальной единицы город Верхняя Пышма Свердловской области.
Волость включала два населённых места — деревни Таватуй и Мурзинка.
Таватуйская волость граничила с другими волостями уезда:
- на западе — с Верх-Нейвинской,
- на севере — с Нейво-Рудянской,
- на востоке — с Верх-Исетской,
- на юге — с Шайтанской.

## Население
Согласно данным из Списков населённых мест Пермской губернии за 1904 и 1908 годы население Таватуйской волости относилось к Таватуйскому сельскому обществу. Крестьяне принадлежали к разряду бывших помещичьих. Волость заселял русский народ, по вероисповеданию — православные и старообрядцы.

### Численность населения на 1904 год
| Сельское общество | Населённые пункты | Число дворов | Население | Численность мужчин | Численность женщин |
| ----------------- | ----------------- | ------------ | --------- | ------------------ | ------------------ |
| Таватуйское       | деревня Таватуй   | 187          | 918       | 450                | 468                |
| Таватуйское       | деревня Мурзинка  | 44           | 276       | 132                | 144                |
| Всего по волости  | Всего по волости  | 231          | 1194      | 582                | 612                |

### Численность населения на 1908 год
| Сельское общество | Населённые пункты | Число дворов | Население | Численность мужчин | Численность женщин |
| ----------------- | ----------------- | ------------ | --------- | ------------------ | ------------------ |
| Таватуйское       | деревня Таватуй   | 187          | 729       | 374                | 355                |
| Таватуйское       | деревня Мурзинка  | 44           | 282       | 142                | 140                |
| Всего по волости  | Всего по волости  | 231          | 1011      | 516                | 495                |